# (1005) Arago
(1005) Arago és un asteroide descobert el 5 de setembre de 1923 per Serguei Beliavski a l'Observatori Astrofísic de Crimea. La designació provisional que va rebre era 1923 OT. El nom que porta és en honor del científic català del Rosselló Francesc Joan Domènec Aragó (Estagell, 1786 – París, 1853) per les seves aportacions en els camps de les Matemàtiques i de la Física.